# Grammostola grossa
Grammostola grossa is een spinnensoort in de taxonomische indeling van de vogelspinnen (Theraphosidae). 
Het dier behoort tot het geslacht Grammostola. De wetenschappelijke naam van de soort werd voor het eerst geldig gepubliceerd in 1871 door Ausserer. Hij komt voor in Brazilië, Paraguay, Uruguay en Argentinië. Omdat hij vooral veel voorkomt in Paraguay, wordt hij ook wel de "Guarani reuzentarantula" genoemd, naar de inheemse bevolking van dit land.

## Kenmerken
Met een lichaamslengte tot 8 cm is hij een van de grotere vogelspinnen. Hij heeft een zwartbruine basiskleur en bruine haren. Zoals alle Grammostola soorten, heeft hij een duidelijk zichtbare stekelhaarspiegel op het achterlijf (Opisthosoma), dus is het een van de zogenaamde “bombardierspinnen”, die zich kunnen verdedigen met stekelharen. Vrouwtjes zouden tot 25 jaar oud kunnen worden.

## Gedrag
Grammostola grossa is een terrestrische vogelspin. Hij verstopt zich onder wortels, stukken schors, stenen of gevallen bladeren. In koudere maanden en tijdens de rui en broedzorg trekt hij zich terug in holen die hij bekleedt met spinnenzijde..
Deze soort kon zich verspreiden door de veranderingen in de habitat die de mens veroorzaakte als gevolg van veeteelt, landbouw en houtindustrie. Veel spinnen zijn te vinden op weilanden en bosranden.

## Houden in het terrarium
Veel dieren van deze soort worden in terraria gehouden. Ze worden sinds de jaren 1980 aangeboden in de gespecialiseerde handel, aanvankelijk onder de valse soortnaam Grammostola pulchripes. Deze werd in 1994 door Günter E. W. Schmidt geïdentificeerd als G. grossa  Hij wordt soms ook aangeboden onder de valse soortnaam Grammostola mollicoma, die op zijn beurt een synoniem is voor een andere tarantula soort (Grammostola anthracina').